# Promenade II
Promenade II est un gratte-ciel de style post-moderne de 211 mètres de hauteur construit à Atlanta en 1989 (selon Emporis) et conçu par les agences Thompson, Ventulett, Stainback & Associates, Inc. (TVSA) et Ai Group
Connecté à l'immeuble se trouve un parking de 14 étages avec 2 070 places.